# 劉肇麟
劉肇麟（1986年1月21日—）， 加拿大安大略省萬錦市第二區市議員。劉於2022年10月24日安省市府選舉中當選，從新聞界轉投政界服務社區。劉之前是多倫多資深新聞及媒體工作者，曾於新時代電視任職粵語新聞主播，體育主播及記者。亦曾為加拿大中文電台節目主持。安省政治經濟民生社區促進會前任會長。

## 入行傳媒經歷
由加拿大中文電台主辦的廣播訓練班而入行。其後被挑選進入《超級新星全能藝人選拔賽》決賽。隨即加入加拿大中文電台工作。由一名交通及天氣報道員，成爲體育和音樂電台節目主持。之後在新時代電視新聞部任職體育主播和記者。2013年正式擔任晚間新聞報道主播，每日在加拿大全國播放，聲音廣爲華人社區熟悉。
2009年一度離開新時代，以A.C.E.（All Culture Entertainment）旗下藝人身份加入多倫多華語電台，於禮拜日下午一點至四點主持全新懷舊音樂節目《復刻回憶》。
2012年6月29日演出慈善舞台劇，該劇由勵文展藝中心主辦，為「智愛中心」籌款。故事內容講述「陽光之家」是一個為智障人士服務及支援的機構。劇中飾演男主角。
2013年9月回歸新時代電視新聞部。擔任新聞主播及記者。
2021年擔任Active Community Engagement安省政治經濟民生社區促進會會長 
2022年5月從新時代電視離職，並成爲安省萬錦市第二區市議員候選人，從新聞界轉投政界服務社區。
2022年10月24日安省市府選舉中，首次參選下以3012票擊敗另外四名候選人，當選萬錦市第二區市議員

## 選舉結果
| 市議員候選人      | 票數  | %     |
| ----------------- | ----- | ----- |
| Ritch Lau 劉肇麟  | 3,012 | 36.36 |
| Yan Wang 王艷     | 1,866 | 22.53 |
| Larry Lau 劉兆國  | 1,573 | 18.99 |
| Trina Kollis      | 937   | 11.31 |
| Steven Sun 孫志峰 | 895   | 10.81 |

## 電視節目主持
- 新聞主播
- 晚間新聞體育主播
- 傳媒對焦主持

## 電台節目主持
交通及天氣速遞，《體壇之星》，《數碼時代》，《熱唱K歌榜》，《早晨Sports一番》，《我有我音樂》，《小親親同學會》，《復刻回憶》

## 舞台劇演出
- 《一半的幸福》舞台劇
- 《真相》舞台劇
- 《燦爛的陽光》慈善舞台劇

## 其他資訊
曾為TorCanAA（萃文齋）演出《真相》舞臺劇。劇中演繹張銘耀一角亦忠亦奸，並現場唱出多首原創歌曲。該舞台劇由香港著名舞台劇導演許樹寧執導。
劉肇麟多年來亦活躍於多倫多華人社區，並積極參與慈善活動。四川地震期間於華諮處舉辦之籌款晚宴中演出，並籌得超過三萬加元善款。
曾擔任孟嘗中文學校新春晚會之大會司儀。孟嘗中文學校舉辦中文朗誦比賽亦誠邀劉肇麟為評審。
萬錦市加華聯會 Federation of Chinese Canadians in Markham (FCCM)多年活躍義工，並是2022年第二十届亞洲美食節籌委會及大會司儀。https://easyca.ca/archives/304151?fbclid=IwAR0IfKM5tAnPaR3b6d8WPFiMX-rw4tljTeKdtVC7CFORdDIol01BErfd8p0